# Birkstraat 125 (Soest)
Het Derde Erf' aan de Birkstraat 125 is een gemeentelijk monument aan de Birkstraat tussen Amersfoort en Soest in de provincie Utrecht. De biologisch dynamische melkveehouderij heet 'Het Derde Erf' en heeft een functie als zorgboerderij. Bij de boerderij hoort in 2017 35 hectare grond.

## Vier Erven
De dwarshuisboerderij staat op een verhoging naast De Stalenhoef. Dit voormalige rijksmonument staat op de plek van boerderij Het Derde Erf dat onderdeel vormde van het voormalige Convent Mariënburg. Dit klooster had honderden hectaren grond en bestond in de zeventiende en achttiende eeuw uit vier hofsteden met landerijen, waarvan dit de derde op rij is vanaf Amersfoort. Het Eerste Erf was boerderij Brinkhorst aan de Birkstraat 139. Het Tweede Erf of 't Lange Huus op Birkstraat 131 werd ook wel Eijkelhoff genoemd, het Vierde Erf is verdwenen.
In 1953 werden de linkerzijgevel en het interieur van het woongedeelte ingrijpend veranderd. Het bakstenen huis staat met de nok evenwijdig aan de Birkweg op een T-vormige plattegrond. In de voorgevel zijn vijf T-vensters met bovenlichten aangebracht.

## Zomerhuis
Aan de rechter zijkant is rond 1887 een zomerhuis aangebouwd. Dit gebouwtje stond daarvoor verderop en werd een eindje verplaatst. Rechts daarvan staat een gerestaureerd achttiende-eeuws koehok dat met de nok haaks op de Birkstraat staat.